# كيكي سانشيز فلوريس
كيكي سانشيز فلوريس (بالإسبانية: Quique Sánchez Flores) (ولد في 5 فبراير 1965 – ) هو لاعب كرة قدم سابق والمدرب الحالي لنادي خيتافي. لعب في خط الدفاع مع فالنسيا، ريال مدريد وريال سرقسطة.

## روابط خارجية
- كيكي سانشيز فلوريس على موقع الاتحاد الدولي (مؤرشف)  (الإنجليزية)
- كيكي سانشيز فلوريس على موقع قاعدة بيانات كرة القدم.إي يو (الإنجليزية)
- كيكي سانشيز فلوريس على موقع ناشيونال فوتبول تيمز (الإنجليزية)
- كيكي سانشيز فلوريس على موقع عالم كرة القدم.نت (الإنجليزية)